# Державний водний реєстр Російської Федерації
Державний водний реєстр — систематизований звід документованих відомостей про водні об'єкти, що знаходяться у федеральній власності, власності суб'єктів  Російській Федерації, муніципальних утворень, фізичних і юридичних осіб і індивідуальних підприємців, про використання водних об'єктів , про річкових басейнах і басейнових округах .
Відомості, що містяться в реєстрі, належать до державних інформаційних ресурсів і носять відкритий характер, за винятком інформації, віднесеної законодавством Російської Федерації до категорії обмеженого доступу .
Реєстр створений відповідно до постанови Уряду РФ № 253 від 28 квітня 2007 року.
Державний водний реєстр реєструє договору водокористування, рішення про надання водних об'єктів у користування, переходу прав та обов'язків за договорами водокористування, а також припинення договору водокористування .
Державний водний реєстр містить розділи:
- «Водні об'єкти і водні ресурси»;
- «Водокористування»;
- «Інфраструктура на водних об'єктах».

## Водні об'єкти і водні ресурси
У цей розділ включаються відомості:
- Про басейнових округах;
- Про річкових басейнах;
- Про водні об'єкти, розташовані в межах річкових басейнів, в тому числі про особливості режиму водних об'єктів, їх фізико-географічних, морфометричних та інші особливості [1].

## Водокористування
Розділ реєстру, куди включаються відомості:
- Про  водогосподарські ділянки;
- Про водоохоронні зони та прибережні захисні смуги, а також інші зони з особливими умовами їх використання;
- Про використання водних об'єктів, у тому числі про водоспоживання та водовідведення;
- Про договори водокористування, в тому числі про їх державну реєстрацію, перехід прав та обов'язків за договорами водокористування, а також про припинення зазначених договорів;
- Про рішення про надання водних об'єктів у користування, в тому числі про їх державну реєстрацію;
- Про інші документи, на підставі яких виникає право власності на водні об'єкти або право користування водними об'єктами [1].

## Інфраструктура на водних об'єктах
Розділ реєстру, куди включаються відомості:
- Про водогосподарські системи;
- Про гідротехнічні та інші споруди, розташовані на водних об'єктах.